# Donato Avenia
Donato Avenia (Agropoli, 1º ottobre 1966) è un allenatore di pallacanestro ed ex cestista italiano.

## Carriera
È un nome storico per la pallacanestro reggina e romana, avendo militato a lungo nella Viola Reggio Calabria, società che lo ha lanciato nei massimi campionati nazionali, e la Virtus Roma, la società nella quale ha vinto l'unico trofeo alzato in carriera.
In campo occupava la posizione di ala, non disdegnando il tiro dalla lunga distanza. Proprio questa sua caratteristica, non tanto comune fra giocatori alti, lo ha portato ad essere leader e trascinatore in tutte le squadre nelle quali ha giocato.
Ha vinto una Coppa Korać nel 1992 nelle file della Virtus Pallacanestro Roma.
È stato capocannoniere della Serie B d'Eccellenza nel 2005-06 con il Palestrina, totalizzando una media di 24,8 punti.
Nella stagione 2011-12 è stato allenatore della Sebastiani Basket Club Rieti.
Nell'ottobre 2021 ha rilevato dall'avvocato Domenico Tanzarella la società di basket della città di Ostuni, la Cestistica Ostuni, diventandone presidente.

## Nazionale
Nell'arco della sua carriera, non è mancata la soddisfazione di indossare la maglia della Nazionale azzurra. Ha disputato 3 partite segnando 24 punti in totale.
| Cronologia completa delle presenze e dei punti in Nazionale - Italia | Cronologia completa delle presenze e dei punti in Nazionale - Italia | Cronologia completa delle presenze e dei punti in Nazionale - Italia | Cronologia completa delle presenze e dei punti in Nazionale - Italia | Cronologia completa delle presenze e dei punti in Nazionale - Italia | Cronologia completa delle presenze e dei punti in Nazionale - Italia | Cronologia completa delle presenze e dei punti in Nazionale - Italia | Cronologia completa delle presenze e dei punti in Nazionale - Italia |
| Data                                                                 | Città                                                                | In casa                                                              | Risultato                                                            | Ospiti                                                               | Competizione                                                         | Punti                                                                | Note                                                                 |
| -------------------------------------------------------------------- | -------------------------------------------------------------------- | -------------------------------------------------------------------- | -------------------------------------------------------------------- | -------------------------------------------------------------------- | -------------------------------------------------------------------- | -------------------------------------------------------------------- | -------------------------------------------------------------------- |
| 28/11/1990                                                           | Marsala                                                              | Italia                                                               | 94 - 55                                                              | Belgio                                                               | Qual. Euro 1991                                                      | 12                                                                   |                                                                      |
| 01/12/1990                                                           | Breslavia                                                            | Italia                                                               | 81 - 91                                                              | Polonia                                                              | Qual. Euro 1991                                                      | 0                                                                    |                                                                      |
| 05/12/1990                                                           | Ravenna                                                              | Italia                                                               | 126 - 78                                                             | Paesi Bassi                                                          | Qual. Euro 1991                                                      | 12                                                                   |                                                                      |
| Totale                                                               |                                                                      | Presenze                                                             | 3                                                                    |                                                                      | Punti                                                                | 24                                                                   |                                                                      |

## Palmarès
- Coppa Korać: 1

Virtus Roma: 1991-92